# Bandar Pulau Pekan
Bandar Pulau Pekan is een bestuurslaag in het regentschap Asahan van de provincie Noord-Sumatra, Indonesië. Bandar Pulau Pekan telt 1536 inwoners (volkstelling 2010).